# 对角半线脂鲤
对角半線脂鯉，為輻鰭魚綱脂鯉目脂鯉亞目脂鯉科半線脂鯉屬的其中一個種。

## 扩展阅读
- 維基物種上的相關：对角半線脂鯉